# Аннинский сельский округ
Аннинский сельский округ — упразднённая административно-территориальная единица, существовавшая на территории Волоколамского района Московской области в 1994—2006 годах.
Матрёнинский сельсовет с центром в Матрёнино был образован в составе Волоколамского района Московского округа Московской области в 1929 году путём объединения Аннинского и Иванцевского с/с бывшей Аннинской волости Волоколамского уезда. В состав сельсовета вошли селения Аннино, Иванцево, Матрёнино, Морозово, Хорошево и Ширяево.
10 октября 1951 года к Матрёнинскому с/с были присоединены селения Данилково и Себенки Данилковского с/с Осташёвского района.
27 августа 1958 года селения Данилково и Себенки были переданы в Чисменский с/с, но 2 февраля 1968 года они были возвращены.
25 января 1972 года в Матрёнинский с/с из Ченецкого были переданы селения Амельфино, Лысцево, Мыканино, Шишково и Рождествено. Одновременно центр Матрёнинского с/с был перенесён в Анино, а сам сельсовет переименован в Аннинский сельсовет.
5 февраля 1975 года из учётных данных было исключено селение Хорошево Аннинского с/с.
3 февраля 1994 года Аннинский с/с был преобразован в Аннинский сельский округ.
26 февраля 1997 года посёлок Волоколамского базисного питомника Аннинского с/о был переименован в Трёхмарьино.
12 мая 1999 года посёлок отделения совхоза «Рождественский» Аннинского с/о был присоединён к деревне Рождествено.
В ходе муниципальной реформы 2005 года Аннинский сельский округ прекратил своё существование как муниципальная единица. При этом населённые пункты Данилково, Себенки и Хорошово вошли в городское поселение Сычёво, а все остальные — в сельское поселение Чисменское.
29 ноября 2006 года Аннинский сельский округ исключён из учётных данных административно-территориальных и территориальных единиц Московской области.